# Facundo Goñi
Facundo Goñi López de Dicastillo (Barbarin, 1799 - 3 de diciembre de 1869, Vitoria) fue un ideólogo, periodista, abogado, político y diplomático español. Asentado en Madrid, fue miembro del Colegio de Abogados de Madrid y catedrático de Derecho Internacional del Ateneo de Madrid. 
Fungió como diputado en 1853. En 1861, dirigió el periódico El Reino. Fungió como embajador en Costa Rica en 1855, Chile en 1857 y Estados Unidos desde 1867 hasta 1868.
Falleció el 3 de diciembre de 1869, a los 70 años.

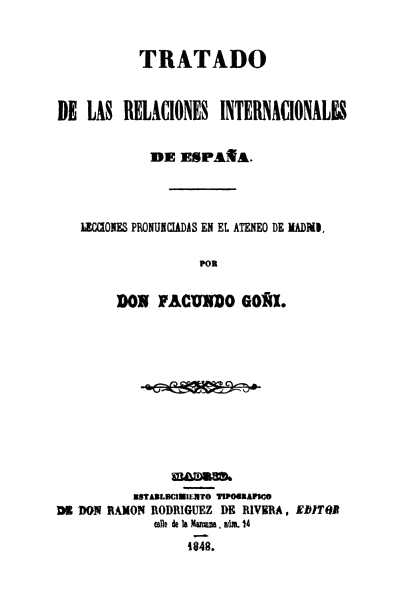

## Obra
- Tratado de las relaciones internacionales de España, Madrid, Est. Tipográfico de Ramón Rodríguez de Rivera, 1848.

Se trata de lecciones pronunciadas en el Ateneo de Madrid en 1847. Se adelanta en dos años a la toma carta de naturaleza en Europa el término Relaciones Internacionales propiaciada por la obra de François Laurent. Pone, además, en valor la importancia del estudio de las relaciones internacionales.